# Kirby
Kirby (カービィ Kābī) er en spilfigur skabt af Masahiro Sakurai, som arbejder for Nintendo. Kirby's første spil, var Kirby's Dream Land fra 1992 til Game Boy. I spillene er Kirby en helt, der oftest kan gå, løbe, hoppe, flyde, suge og spytte fjender. Dette gælder dog ikke for spillene Kirby: Power Paintbrush, Kirby: Mass Attack og Kirby and the Rainbow Paintbrush, hvor han i stedet styres ved hjælp af stylus og den berøringsfølsomme skærm på henholdsvis Nintendo DS og Wii U. I disse udgivelser bevæger Kirby sig ved at trille i en kugleform, og er bl.a. i stand til at tranformere til diverse nyttige genstande. Kirby's første navn var Popopo.
Da Kirbys første optræden var på Game Boyens monokrome skærm, kunne hans "rigtige" farve ikke blive vist i spillet. Kirby / Popopo har en special livskraft, som heder Warp star. Han møder desuden også den grådige konge King DeDeDe (DDD)som også har sin egen kanal, kanal DDD. Sakurai insisterede på, at Kirby var lyserød. Shigeru Miyamoto havde imidlertid forestillet sig ham som gul. På grund af denne uklarhed var der en del forvirring hos Nintendo America da spillet blev udgivet i Vesten. De amerikanske tegninger på spillets æske, kassette, manual, og endda tv-reklamen for Kirby's Dream Land, fremviste Kirby i hvid. Den japanske æske havde imidlertid Kirby i lyserød.

## Spil

### Kirby-serien
| Titel                               | Udgivelsesår | Konsol           |
| ----------------------------------- | ------------ | ---------------- |
| Kirby's Dream Land                  | 1992         | Game Boy         |
| Kirby's Adventure                   | 1993         | NES              |
| Kirby's Pinball Land                | 1993         | Game Boy         |
| Kirby's Dream Course                | 1995         | SNES             |
| Kirby's Avalance                    | 1995         | SNES             |
| Kirby's Dream Land 2                | 1995         | Game Boy         |
| Kirby's Block Ball                  | 1996         | Game Boy         |
| Kirby Super Star                    | 1996         | SNES             |
| Kirby's Star Stacker                | 1997         | Game Boy         |
| Kirby's Dream Land 3                | 1997         | SNES             |
| Kirby 64: The Crystal Shards        | 2000         | Nintendo 64      |
| Kirby Tilt'n Tumble                 | 2001         | Game Boy Color   |
| Kirby: Nightmare in Dreamland       | 2002         | Game Boy Advance |
| Kirby Air Ride                      | 2003         | GameCube         |
| Kirby & the Amazing Mirror          | 2004         | Game Boy Advance |
| Kirby: Power Paintbrush             | 2005         | Nintendo DS      |
| Kirby: Squeak Squad                 | 2006         | Nintendo DS      |
| Kirby Super Star Ultra              | 2008         | Nintendo DS      |
| Kirby’s Epic Yarn                   | 2010         | Wii              |
| Kirby: Mass Attack                  | 2010         | Nintendo DS      |
| Kirby’s Return to Dreamland         | 2011         | Wii              |
| Kirby: Triple Deluxe                | 2014         | Nintendo 2DS/3DS |
| Kirby and the Rainbow Paintbrush    | 2015         | Wii U            |
| Kirby: Plant Robobot                | 2016         | Nintendo 2DS/3DS |
| Kirby Star Allies                   | 2018         | Nintendo Switch  |
| Kirby and the Forgotten Land        | 2022         | Nintendo Switch  |
| Kirby's Return to Dream Land Deluxe | 2023         | Nintendo Switch  |

### Super Smash Bros.-serien
| Titel                              | Udgivelsesår | Konsol                    |
| ---------------------------------- | ------------ | ------------------------- |
| Super Smash Bros.                  | 1999         | Nintendo 64               |
| Super Smash Bros. Melee            | 2001         | GameCube                  |
| Super Smash Bros Brawl             | 2008         | Wii                       |
| Super Smash Bros. for 3DS og Wii U | 2014         | Nintendo 2DS/3DS og Wii U |
| Super Smash Bros. Ultimate         | 2018         | Nintendo Switch           |